# Microgadus
A Microgadus a csontos halak (Osteichthyes) főosztályának a sugarasúszójú halak (Actinopterygii) osztályába, ezen belül a tőkehalalakúak (Gadiformes) rendjébe és a tőkehalfélék (Gadidae) családjába tartozó nem.

## Rendszerezés
A nembe az alábbi 2 faj tartozik:
- Microgadus proximus (Girard, 1854) - típusfaj
- Microgadus tomcod (Walbaum, 1792)